# Goldbeck (Unternehmen)

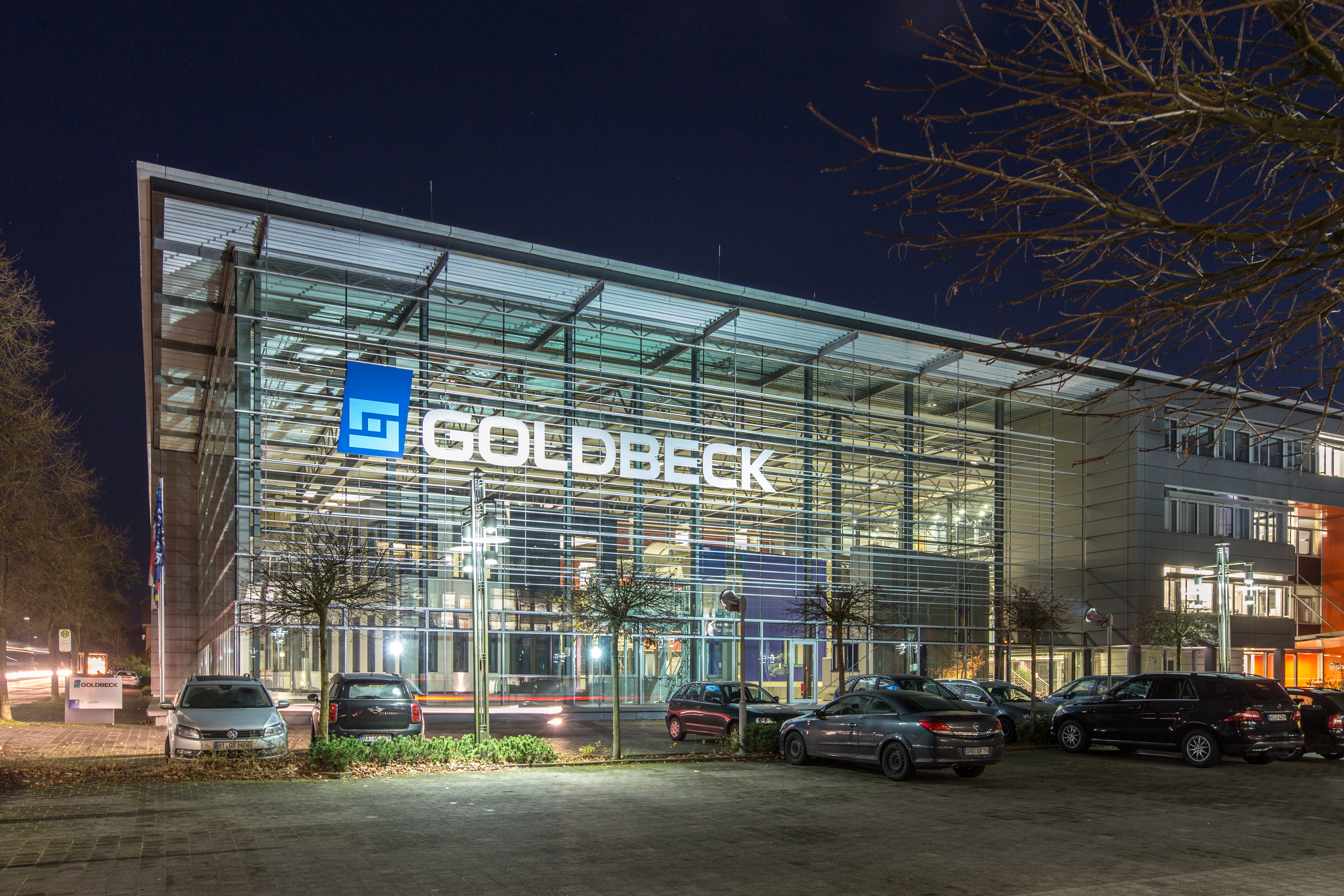
Unternehmenszentrale Bielefeld

Die Goldbeck GmbH (Eigenschreibweise: GOLDBECK) ist die Konzernobergesellschaft der Goldbeck-Gruppe, einem Bauunternehmen mit Sitz in Bielefeld.
Sie ist hauptsächlich im gewerblichen und öffentlichen Hochbau tätig. Es bestehen über 100 Standorte, zu ihnen zählen 15 Werke in Deutschland, Polen, Tschechien und Dänemark.

## Geschichte
Das Unternehmen wurde am 1. September 1969 von Ortwin Goldbeck in Bielefeld-Ummeln als Stahlbauunternehmen gegründet. Ein Jahr später erfolgte die Umwandlung der Kommanditgesellschaft in eine GmbH, das Unternehmen firmierte bis 1997 als Goldbeckbau GmbH. Die erste Niederlassung entstand 1973 in Langenhagen bei Hannover.
1984 setzte Goldbeck ein System der Mitarbeiterbeteiligung um. Ab Mitte der 1980er Jahre fertigte es neben Hallen auch Bürogebäude und Parkhäuser. In den 1990er Jahren expandierte das Unternehmen, unter anderem durch Inbetriebnahme eines neuen Werks in Treuen im Vogtland (1992), den Kauf eines Betonfertigteil-Werks in Tschechien (1994) und die Gründung der Goldbeck International GmbH (1997).
2001 gründete das Unternehmen Goldbeck Solar und bot mit dieser Tochter im In- und Ausland die Installation von Photovoltaikanlagen auf Industriedächern, Gebäudedächern und Freiflächen an. Im selben Jahr gründete es zusammen mit einem österreichischen Partner das Joint Venture Goldbeck Rhomberg, um Zugang zum Markt in Österreich und der Schweiz zu finden. 2007 gab es in der Geschäftsleitung einen Generationswechsel: Ortwin Goldbeck übergab die Unternehmensführung an seine Söhne Jörg-Uwe und Jan-Hendrik Goldbeck. In Hamm nahm 2009 ein neues Werk für Betonfertigteile den Betrieb auf. Vier Jahre später folgten Kauf und Modernisierung eines Werks für Betonfertigteile in Vöhringen bei Ulm.
Das Photovoltaik-Geschäft wurde mit Wirkung zum 1. April 2018 aus der Unternehmensgruppe ausgegliedert. Im Jahr darauf übernahm Goldbeck den französischen Industrie- und Logistik-Generalunternehmer GSE-Group.
Mit Blick auf den skandinavischen Markt übernahm das Unternehmen im Jahr 2022 alle Anteile des dänischen Familienunternehmens DS Gruppen.
Goldbeck hat einen Teil der Tesla Gigafactory Berlin-Brandenburg errichtet.

## Produkte und Dienstleistungen
Goldbeck plant und baut unterschiedliche Gebäudetypen: Hallen, Bürogebäude, Parkhäuser, Wohn- und Schulgebäude. Bauen im Bestand wird ebenfalls angeboten. Goldbeck galt unter anderem 2013 als Marktführer bei oberirdischen Parkhäusern.
Hinzu kommen gebäudenahe Dienstleistungen wie Immobilienmanagement, Gebäudemanagement oder das Management von Parkflächen und Parkhäusern. Die Zusammenarbeit mit öffentlichen Auftraggebern bei Bau und Betrieb von Immobilien übernimmt eine spezialisierte Einheit (Goldbeck Public Partner).
Der mit Abstand größte Umsatzanteil des Unternehmens entfällt auf das Baugeschäft.

## Zusammenarbeit mit Hochschulen und Engagement
Goldbeck gehört zu den Unternehmen und Organisationen, die seit 2014 die Stiftungsprofessur „Führung von Familienunternehmen“ an der Universität Bielefeld unterstützen. Das Unternehmen stiftete 2019 eine Juniorprofessur für Digital Engineering and Construction am Karlsruher Institut für Technologie. Gemeinsam mit Schüco rief das Unternehmen im Folgejahr eine Stiftungsprofessur für Digitales Bauen an der Technischen Hochschule Ostwestfalen-Lippe ins Leben.
2009 wurde die Goldbeck Stiftung gegründet. Sie fördert vor allem Projekte in den Gebieten Wissenschaft und Forschung, Kunst und Kultur, Bildung und Soziales.

## Auszeichnungen
- Das Bau-Fachmagazin THIS und die Technische Universität München würdigten das Unternehmen 2013 als Bauunternehmen des Jahres.[28]
- Das Wirtschaftsmagazin brand eins zeichnete Goldbeck als „Innovator des Jahres 2016“ aus.[29]
- Ortwin Goldbeck, Jörg-Uwe Goldbeck und Joachim Goldbeck wurden als Entrepreneure des Jahres 2017 geehrt.[30]
- An die Unternehmerfamilie Goldbeck ging 2019 die Auszeichnung Familienunternehmer des Jahres.[31]
- Die Stadt Bielefeld zeichnete Ortwin Goldbeck 2019 mit der Ehrenbürgerschaft aus.[32]
- Zusammen mit vier weiteren Personen wurde Jan-Hendrik Goldbeck 2021 mit dem ULI Leadership Award geehrt.[33]
- Ortwin Goldbeck erhielt 2021 die Rudolf-Diesel-Medaille.[34]